# 聖阿卡西亞 (新墨西哥州)
聖阿卡西亞（英語：San Acacia）是位於美國新墨西哥州索科羅縣的普查規定居民點。

## 人口
根據2020年美國人口普查的數據，聖阿卡西亞的面積為1.82平方千米，皆為陸地。當地共有人口38人，而人口密度為每平方千米20.88人。